# Sophie Bohrer
Marie Sophie Barbara Bohrer (* 1828 vermutl. in München; † 7. Februar 1899 in Darup) war berühmtes Wunderkind sowie Pianistin und Komponistin des 19. Jahrhunderts.

## Leben
Sophie Bohrer erhielt ihren ersten Unterricht von ihren Eltern, der Pianistin Fanny Bohrer geb. Dülcken (1805–1872) und dem Violinisten und Komponisten Anton Bohrer (1783–1863). Ihre Großmutter mütterlicherseits war die Pianistin Sophie Dulcken (auch Dülcken). Im Alter von sechs Jahren ist Sophie Bohrer erstmals in München öffentlich aufgetreten.
Von 1837 bis 1850 konzertierte Sophie Bohrer in zahlreichen europäischen Städten in Frankreich, England, Österreich, Ungarn, die Niederlande und Russland, meist in Begleitung ihrer Eltern. Ihr Repertoire war sehr umfangreich, es umfasste Kompositionen von Johann Sebastian Bach (das gesamte Wohltemperierte Klavier), Chopin, Liszt, Mendelssohn, Herz, Thalberg und Beethoven sowie weniger bekannte Werke und eigene Kompositionen. Mitunter trug sie 50 Stücke hintereinander auswendig vor und wurde als „weiblicher Liszt“ bezeichnet.
Nach einer schweren Erkrankung zog sich Sophie Bohrer aus dem Konzertleben zurück. 1857 heiratete sie den Arzt Carl Anton Hubert Walburgis von Bönninghausen (1826–1902). Bis 1871 lebte sie mit ihrem Ehemann in Paris, das Paar zog aber aufgrund des Deutsch-Französischen Krieges nach Westfalen in das Haus „Darup“ in Darup bei Coesfeld, das sich im Besitz der Familie von Bönninghausen befand.
Franz Liszt widmete ihr seine Klaviertranskription des Hochzeitsmarsches und Elfenreigens aus Felix Mendelssohn Bartholdys Sommernachtstraum (S. 410).